# Monument aux morts de Figeac
Le monument aux morts de Figeac (Lot, France) est consacré aux soldats de la commune morts lors des conflits du XXe siècle.

## Caractéristiques
Le monument est érigé au centre du cimetière communal, dans l'axe de l'entrée. Il s'agit d'une structure en grès de Saint-Christophe, une pierre lui donnant une teinte rouge ; ce matériau, qui n'est pas local, permet de le distinguer des autres tombes.
À la différence de nombreux monuments aux morts, il ne comporte quasiment aucune statuaire, juste quelques bas-reliefs d'épées, de couronnes et de casques de poilu. En revanche, de grandes plaques de bronze porte les noms des soldats de la commune morts lors des conflits du XXe siècle,.
Il s'agit également d'un tombeau : le monument renferme 26 sépultures de Figeacois morts au combat pendant la Première Guerre mondiale.

## Histoire
Le conseil municipal de Figeac décide de la construction du monument dès 1920 et charge l'architecte municipal de sa réalisation. Celui-ci confie la statuaire à Émile Mompart. Le monument est inauguré le 1er novembre 1927.
Le monument aux morts est inscrit au titre des monuments historiques le 18 octobre 2018. Il fait partie d'un ensemble de 42 monuments aux morts de la région Occitanie protégés à cette date pour leur valeur architecturale, artistique ou historique.